# Casa de Alvenaria - Volume 2: Santana
Casa de Alvenaria - Volume 2: Santana é o segundo de dois volumes autobiográficos escritos por Carolina Maria de Jesus, no segundo volume a escritora segue narrando as dificuldades de sua vida após o sucesso de seu primeiro livro Quarto de Despejo, agora morando no bairro de Santana em São Paulo.

## Contexto
Carolina Maria de Jesus nasceu em Sacramento, Minas Gerais, mas viveu boa parte de sua vida na favela do Canindé, na cidade de São Paulo. Foi no Canindé que escreveu seu primeiro, e mais bem-sucedido, livro: Quarto de Despejo. Após o sucesso do primeiro livro, Carolina e seus três filhos se mudaram da favela onde moravam após o convite de um empresário para que a família morasse no porão de sua casa em Osasco, na Grande São Paulo. Após um ano do início do primeiro volume, Carolina se muda juntamente com seus filhos para uma casa recém-comprada no bairro de Santana em São Paulo e lá escreve o segundo volume de Casa de Alvenaria.
Publicado pela primeira vez em 2021, juntamente com uma reedição do primeiro volume, o segundo volume inclui relatos de dezembro de 1960 até 1963, com a maioria dos capítulos se passando no ano de 1961.
Em 2021 os dois volumes da obra foram publicados pela Companhia das Letras, contando com prefácios escritos por Conceição Evaristo, e pela filha da escritora, Vera Eunice.

## Enredo
O segundo volume de Casa de Alvenaria segue acompanhando as mudanças na vida de Carolina Maria de Jesus após o sucesso de seu primeiro livro. Agora a escritora finalmente realiza o sonho de ter sua casa própria e se muda para o bairro de Santana em São Paulo.
Carolina de Jesus passa a conviver com uma realidade muito diferente daquela em que vivera até então: passa a frequentar jantares, eventos diversos e sessões de lançamento e autógrafos de seus livros, chega até mesmo a conhecer diversos políticos e outras pessoas influentes de sua época. Decepcionada com o que vivia agora que trocara o "quarto de despejo" pela "sala de visita", a escritora passa a se queixar de não ter tempo para continuar escrevendo, gostaria de se dedicar à escrita de romances e poesia, porém só conseguia se dedicar a continuar escrevendo seus diários. Carolina constantemente se queixava de estar cansada com tantos compromissos a cumprir como escritora.
"Eu estava cansada. Juro que estou enjoando de ser escritora"— Carolina de Jesus

Carolina Maria de Jesus se queixa das pessoas que passam a procurá-la, muitas vezes para pedir dinheiro, das amizades falsas que se aproximam dela após a fama, do racismo velado e da hipocrisia das pessoas que conhece nesses novos ambientes. Ao escancarar suas críticas contra essa elite social que ela conhecera naquele momento Carolina mantém viva a sua visão crítica sobre a sociedade brasileira, traço marcante de sua escrita desde o primeiro livro, e chega até mesmo a dizer que é "descendente da bomba atômica". O livro se encerra com a mudança de Carolina e de seus filhos para um sítio na região de Parelheiros em 1963, onde a escritora seguiria morando até seu falecimento em 1977.